# Eleocharis moorei
Eleocharis moorei är en halvgräsart som beskrevs av Mark T. Strong och Maria del Socorro González Elizondo. Eleocharis moorei ingår i släktet småsäv, och familjen halvgräs. Inga underarter finns listade i Catalogue of Life.